# Йорданка Христова
Йорданка  Христова Иванова е известна българска поп певица.

## Биография
Родена е на 10 септември 1943 г. в София. По майчина линия е потомка на балканския род Каралея, по бащина линия произхожда от преселнически род от българския южномакедонски град Кукуш, опожарен през Междусъюзническата война. Йорданка Христова израства в бежанския квартал на беломорските българи в София. Казва, че е наследила певческата дарба от този род; баща ѝ пеел в хор „Гусла“.
Завършва школата за поп певци в класа на Милчо Левиев през 1964 г. В същата година е на турне в Румъния с Оркестъра на БНР, а до 1967 г. е солистка на оркестър „София“.  Същата година е на турне в Куба с орк. "Балкантон" с диригент Димитър Ганев.  Снаха е на кандидат-члена на Политбюро на ЦК на БКП Григор Стоичков. С първото си участие във фестивала „Златният Орфей“ през 1966 г. печели I награда за песента – „Делфините“ (м. Димитър Вълчев), а година по-късно (1967 г.) на фестивала „Златен Орфей“ печели III награда за песента „Песен моя, обич моя“ (м. Йосиф Цанков). Концертната ѝ дейност включва над 3500 концертни участия в над 43 страни на света, между които: Канада, Куба, Русия, Никарагуа, Белгия, Швейцария, Германия, Франция, Скандинавските страни, Гърция, Кипър, Чехия, Унгария, Египет, Алжир, Испания, Сирия, Ливан и др.
Йорданка Христова е най-известната българска певица в Куба. Хиляди жени на oстрова са кръстени на нея и носят нейното типично българско име. Тя оглавява фондация „Хосе Марти“ в България. Получава награда за цялостно творчество на телевизия „ММ“ през 2004 г.
През 2002 г. организира голям концерт с песните на Емил Димитров под надслов „Само един живот не е достатъчен...“, на който известни певци и групи изпълняват някои от най-големите хитове на певеца. На концерта Йорданка Христова изпълнява песента „Само един живот не е достатъчен“.
В края на 2008 г. празнува 40 години на сцената с концерт в НДК – „Животът е КУБАв“.
През 2007 г. е председател на журито на риалити формата Music Idol, а 3 години по-късно, заедно с Васил Найденов, Татяна Лолова и Нешка Робева е жури в шоуто „Байландо – сцена на мечтите“.
През 2013 г. с концерта си „Влюбена в живота“ отбелязва юбилей – 70-и рожден ден и 50 години на сцена. През 2014 г. участва във Vip Brother, където завършва на втора позиция.
Репертоарът на певицата включва многообразни лирико-драматични песни, като акцентът е върху латиноамерикански шлагери. Сред най-големите ѝ авторски хитове са: „Делфините“, „Песен моя, обич моя“, „Изповед“, „Янтра“, „Талисман“„Тъмночервена роза“ „Тежък характер“, „Като испанка“, „Пред есен“, „Обичай ме“, „Сбогом любов“ (м. Александър Бръзицов) от едноименния филм, „Аз съм сила и нежност“, „Сърца червени“ (Химн на ЦСКА), „Гергьовден“, „Пей, сърце“, „Там, някъде в душата“, „Няма тъжни дни“, „Години“, „Патешка история“, „Пипи Дългото чорапче“, както и дуетните песни „Влюбени“ – с Борислав Грънчаров, „Жена“ – с Бисер Киров и „Човек се ражда в светлина“ – с Боян Иванов. Музика за нея са писали Тончо Русев, Зорница Попова, Александър Йосифов, Найден Андреев, Морис Аладжем, Александър Бръзицов, Стефан Димитров, Петър Ступел, Вили Казасян, Борис Карадимчев, Атанас Бояджиев и много други.
През 2015 г. взема активно участие в юбилейните концерти на Мустафа Чаушев „50 години с песните на Мустафа Чаушев“, които се провеждат в градовете Шумен, Добрич, Русе, Бургас, Пловдив и София.
През 2017 г. певицата е жури в ТВ предаването „Като две капки вода" сезон 5.
През 2018 г. отбелязва своя 75-годишен юбилей и 55 години сценична дейност под надслов „Моят път-ЛЮБОВ“.
През юни 2020 г. представя новата си песен „Синьо“.
Отбелязва 60 години творческа дейност с голям концерт в НДК на 21 ноември 2023 година.

## Дискография

### Малки плочи
- 1966 – „Пее Йорданка Христова“
(EP, Балкантон – ВТМ 5780)
- 1966 – „Мой приятелю Несебър“/ „Без теб“
(SP, Балкантон – ВТК 2800)
- 1969 – „Пее Йорданка Христова“
(EP, Балкантон – ВТМ 6119)
- 1972 – „Пее Йорданка Христова“
(EP, Балкантон – ВТМ 6375)
- 1973 – „Йорданка Христова“
(SP, Балкантон – ВТК 3015)
- 1974 – „Йорданка Христова“
(SP, Балкантон – ВТК 3189)
- 1974 – „Йорданка Христова“
(SP, Балкантон – ВТК 3191)
- 1975 – „Йорданка Христова“/ „Йорданка Христова и Борислав Грънчаров“
(SP, Балкантон – ВТК 3201)
- 1975 – „Йорданка Христова“
(SP, Балкантон – ВТК 3230)
- 1975 – „Йорданка Христова и Боян Иванов“
(SP, Балкантон – ВТК 3242)
- 1976 – „Йорданка Христова“
(SP, Балкантон – ВТК 3243)
- 1976 – „Спортни песни“
(EP, Балкантон – ВТК 3315)
- 1978 – „Несебърска импресия“
(SP, Балкантон – ВТК 3410)
- 1978 – „Йорданка Христова“
(SP, Балкантон – ВТК 3435)
- 1980 – „Йорданка Христова и Боян Иванов“
(SP, Балкантон – ВТК 3589)

### Студийни албуми
- 1972 – „Йорданка Христова“
(LP, Балкантон – ВТА 1377)
- 1973 – „Йорданка Христова“
(LP, Балкантон – ВТА 1586)
- 1976 – „Изповед“
(LP, Балкантон – ВТА 1907)
- 1977 – „Йорданка Христова“
(LP, Балкантон – ВТА 10180)
- 1979 – „Йорданка Христова“
(LP, Балкантон – ВТА 10650)
- 1983 – „Йорданка Христова“
(LP, Балкантон – ВТА 11078)
- 1983 – „Йорданка Христова“
(MC, Балкантон – ВТМС 7047)
- 1985 – „Йорданка Христова“
(LP, Балкантон – ВТА 11295)
- 1985 – „Йорданка и „Звънчетата“
(LP, Балкантон – ВЕА 11526)
- 1987 – „Душите ни са заедно“
(LP, Балкантон – ВТА 12249)
- 1989 – „Йорданка Христова“
(LP, Балкантон – ВТА 12454)
- 1991 – „Te quiero“, съвместен албум с „Лос Хемелос“
(MC)
- 1993 – „Te quiero“
(MC, Три сигми и Йорданка Христова)
- 1999 – „Te quiero 1“
(MC, Милена рекърдс – 99057)
- 1999 – „Te quiero 2“
(MC, Милена рекърдс – 99058)
- 1999 – „Като испанка“
(CD, Милена рекърдс – MR 99017)
- 1999 – „Тути-фрути“
(CD, Милена рекърдс – MR 99005)
- 2007 – „Има ли думи за сбогом“
(CD, Йорданка Христова)
- 2007 – „С обич за децата...“
(CD, Йорданка Христова)
- 2013 – „Влюбена в живота!“
(CD, Йорданка Христова)
- 2023 – „Обич разпиляна“
(CD, Йорданка Христова)

### Компилации
- 1994 – „Ще продължавам да пея 1“
(MC, Джо Мюзик)
- 1995 – „Ще продължавам да пея 2“
(MC, Джо Мюзик)
- 2002 – „Гергьовден. The best 3“
(CD, Йорданка Христова)
- 2003 – „Тъмно червена роза. The best 2“
(CD, Йорданка Христова)
- 2004 – „Песен моя, обич моя. The best 1“
(CD, Йорданка Христова)
- 2006 – „Златна колекция“
(CD, StefKos Music – SM0605104)
- 2008 – „Златни латино хитове“
(CD, Йорданка Христова)

## Филмография
- 2005 – „Искам хората да са щастливи“
- 2008 – „Куба е музика“